# Сотирис Кирякос
Сотирис Кирякос (на гръцки: Σωτήρης Κυργιάκος) (роден на 23 юли 1979 в Трикала, Гърция) е гръцки футболист, полузащитник, играч на Ливърпул и национал на Гърция.